# Johan Price-Pejtersen
Johan Price-Pejtersen (* 26. května 1999) je dánský profesionální silniční cyklista jezdící za UCI WorldTeam Team Bahrain Victorious.

## Hlavní výsledky

### Silniční cyklistika
2018
Olympia's Tour
vítěz etapy 5b (ITT)
Národní šampionát
2. místo časovka do 23 let
3. místo Hafjell GP
2019
Mistrovství Evropy
 vítěz časovky do 23 let
Národní šampionát
 vítěz časovky do 23 let
3. místo časovka
2. místo Hafjell GP
2020
Národní šampionát
2. místo časovka do 23 let
2021
Mistrovství světa
 vítěz časovky do 23 let
Mistrovství Evropy
 vítěz časovky do 23 let
Národní šampionát
 vítěz časovky do 23 let
L'Étoile d'Or
8. místo celkově

### Dráhová cyklistika
2016
Národní šampionát
 vítěz týmového stíhacího závodu
2017
Mistrovství světa juniorů
 vítěz individuálního stíhacího závodu
 2. místo týmový stíhací závod